# Keltenwelt am Glauberg
Die Keltenwelt am Glauberg ist ein archäologisches Museum und Forschungszentrum mit dem Schwerpunkt in der keltischen Zeit in der Gemeinde Glauburg im Wetteraukreis in Hessen. Das Museum ist eines von zwei Häusern des archäologischen Landesmuseums Hessen (ALMhessen). Zur Anlage gehören auch ein archäologischer Park und ein Zentrum zur Erforschung der Kelten und der Eisenzeit. Im Zentrum der Ausstellung steht der „Keltenfürst vom Glauberg“.

## Geografische Lage

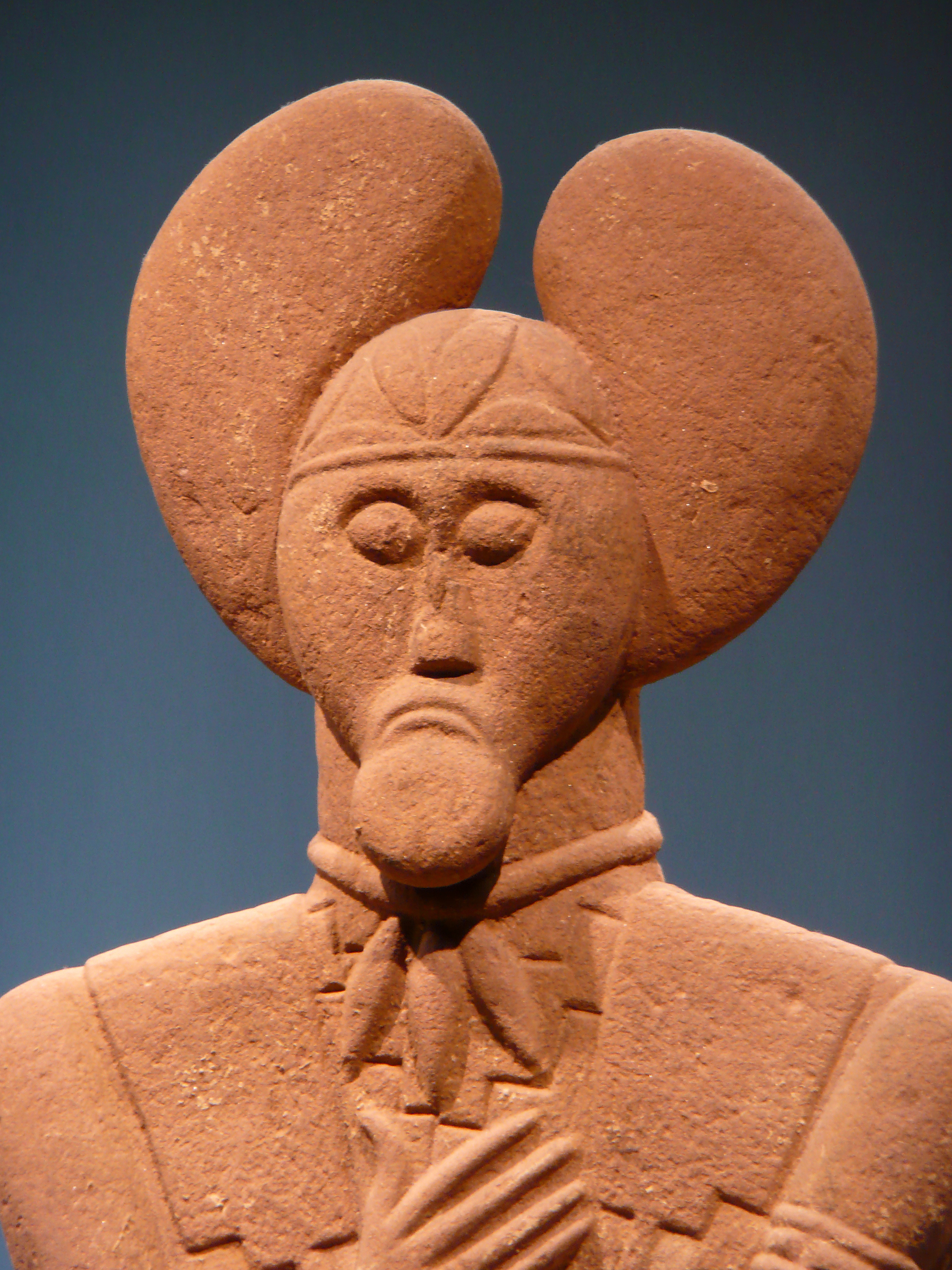
Der Keltenfürst vom Glauberg

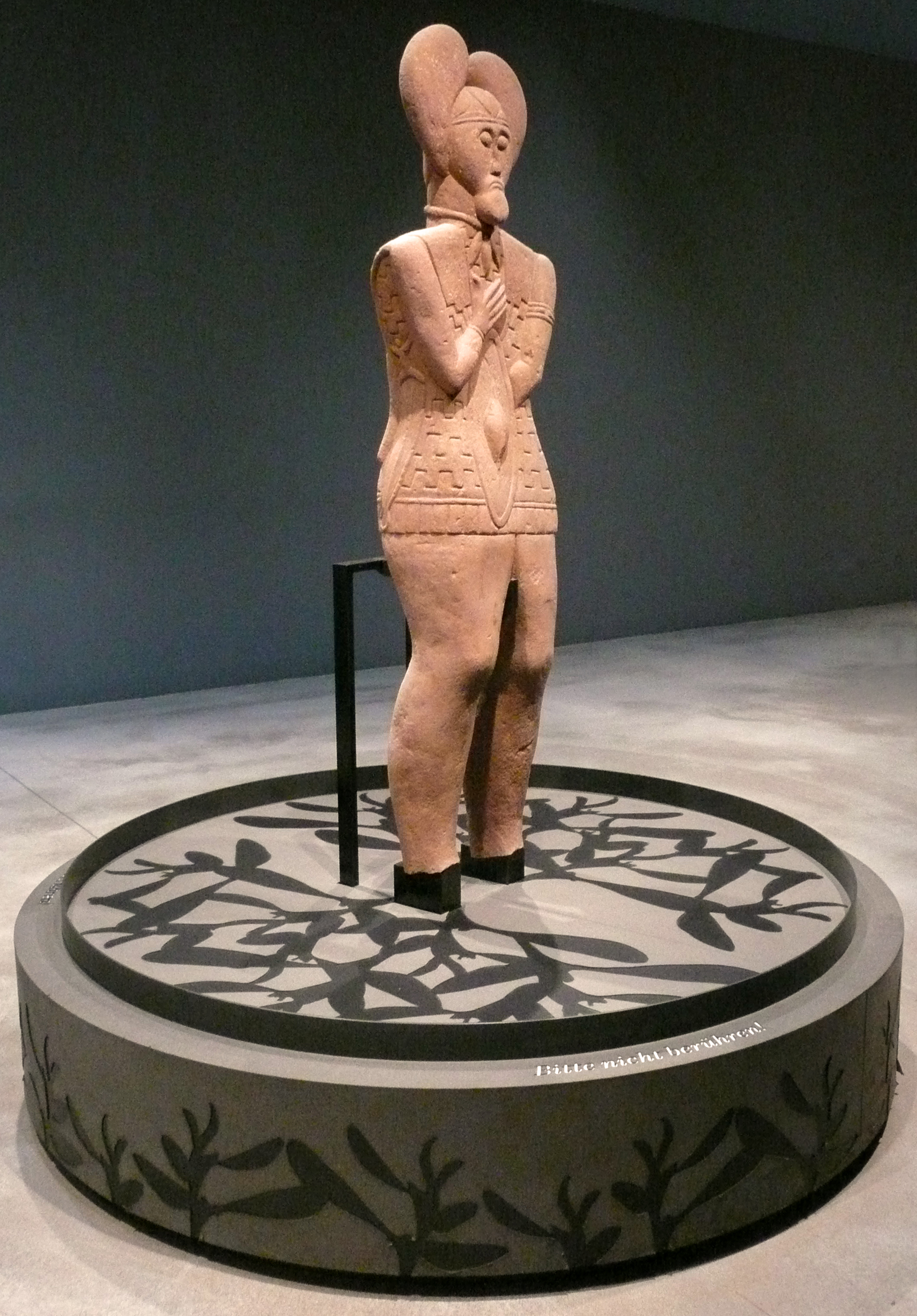
Präsentation der Statue des Keltenfürsten in der Ausstellung

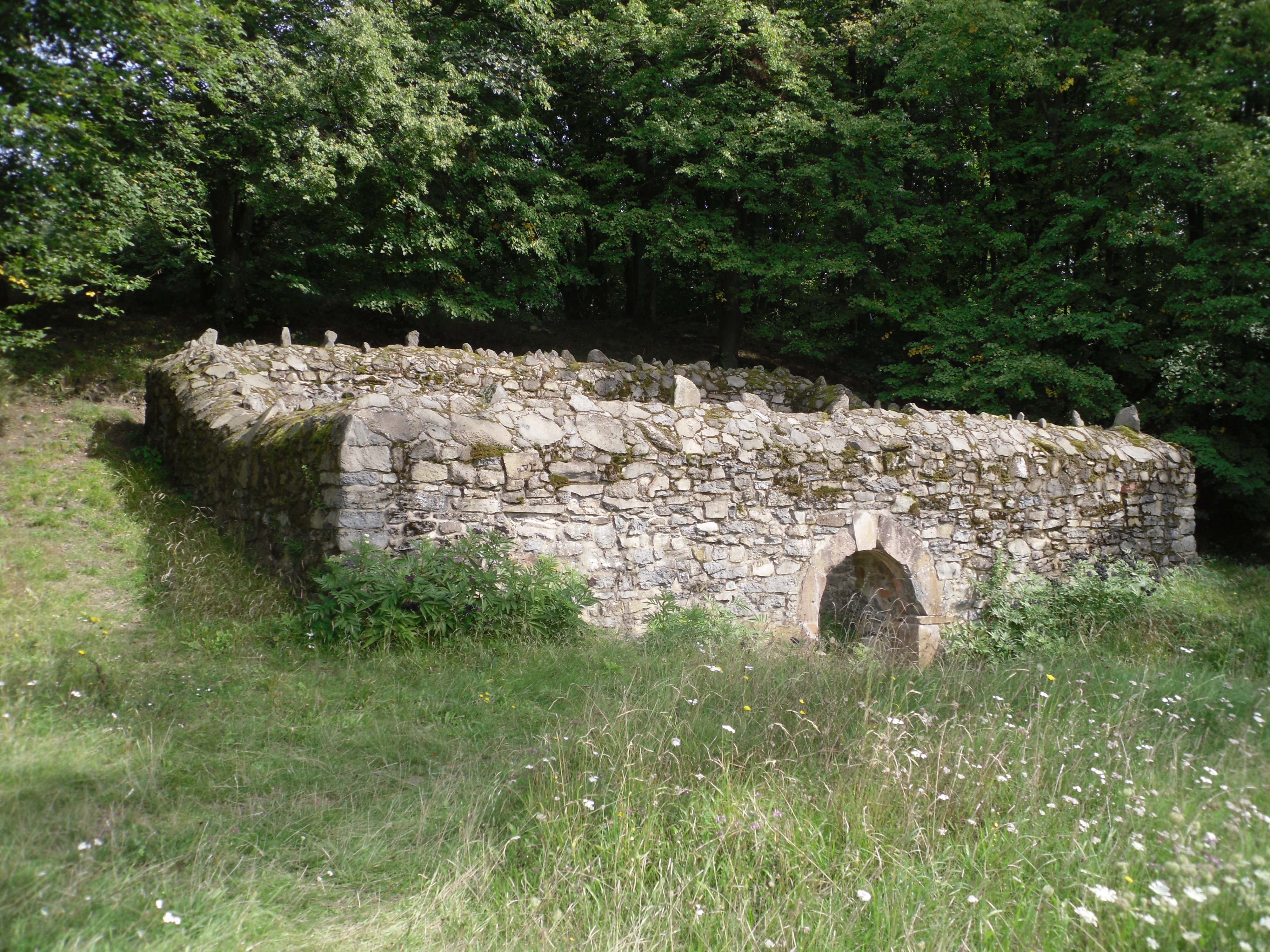
Ruine eines hochmittelalterlichen Palas im Außengelände

Die Keltenwelt am Glauberg liegt am Südwest-Hang des weithin sichtbaren Glaubergs, eines 270 m hohen, flachen Bergrückens aus Basalt. Er war seit der Jungsteinzeit bis ins Hochmittelalter besiedelt und trug in vorrömischer Zeit eine befestigte keltische Höhensiedlung. Die sensationellen Funde reich ausgestatteter „Fürstengräber“ dreier keltischer Krieger aus dem späten 5. Jahrhundert v. Chr. und vor allem die bis auf die Füße vollständig erhaltene Statue eines Kriegers, des Keltenfürsten vom Glauberg, waren Ausgangspunkt der Entscheidung, hier ein Museum und Forschungszentrum zu errichten. Der Standort wurde gewählt, um die Originalfunde inmitten der weiträumigen, 37 Hektar großen keltischen Anlage in einer Einheit aus Museum und archäologischem Park präsentieren zu können.

## Museum

### Gebäude
Das Museumsgebäude ist ein mit Stahlplatten verkleideter kubischer Baukörper mit rechteckigem Grundriss. Sein Eingang befindet sich an der Südwestseite des unter dem Baukörper liegenden, verglasten Museumscafés. Von diesem führt eine Treppe hinauf zum eigentlichen Museum. Die Südostseite des Baukörpers, der weit über das darunter liegende Café auskragt, verfügt über eine breite Fensterfront, die den Blick auf die Ausgrabungsstätte mit dem Grabhügel frei gibt. Auf der Dachfläche des Museums befindet sich eine Aussichtsplattform, die vom Museum über eine Treppe zugänglich ist.
Das Gebäude wurde 2011 fertiggestellt und mehrfach ausgezeichnet. So erhielt er die „Auszeichnung vorbildlicher Bauten im Land Hessen 2011“ des Hessischen Finanzministeriums und der Architekten- und Stadtplanerkammer Hessen, die unter dem Thema „Qualitätvolle Lösungen für Tourismus, Freizeit und Erholung“ stand, und einen Preis des Deutschen Stahlbaus 2012.

### Dauerausstellung
Das Museum wurde am 5. Mai 2011 mit seiner Dauerausstellung eröffnet. Es präsentiert Originalfunde aus den Grabungen der hessischen Landesarchäologie in ihrem historischen und wissenschaftlichen Kontext. Im Mittelpunkt stehen die herausragenden Funde vom Glauberg, insbesondere die 1,86 Meter große vollplastische Figur des „Keltenfürsten“, die beim Freilegen des Kreisgrabens um den großen Grabhügel ans Tageslicht kam. Sie zeigt Schmuck und Waffen, die ganz ähnlich denen sind, mit denen der Krieger in Grab 1 ausgestattet war, das im Bereich unmittelbar vor dem Museum ausgegraben wurde. Die Ausstellung zeigt auf der Basis des aktuellen Forschungsstandes zur keltischen Epoche und zum Glauberg Einblicke in verschiedene Facetten keltischer Kultur. Ziel der Keltenwelt am Glauberg ist es, ein keltisches Machtzentrum des 5. Jahrhunderts v. Chr. umfassend erfahrbar zu machen.

### Sonderausstellungen (Auswahl)
- 2013/14: Mit Hightech auf den Spuren der Kelten
- 2015: Pfeil und Bogen – Von der Steinzeitjagd zum Bogensport
- 2016: Die Zähmung des Wolfes
- 2017: Mahlzeit! – Ernährung bei den Kelten[6]
- 2018: Mythos Kelten? Auf Spurensuche in Europa
- 2019: Das Geheimnis der Keltenfürstin
- 2020/21: 3D-Scanning in der Archäologie; weitergeführt als digitale Ausstellung[7]
- 2022/23: KELTEN LAND HESSEN. Eine neue Zeit beginnt[8]

## Archäologischer Park

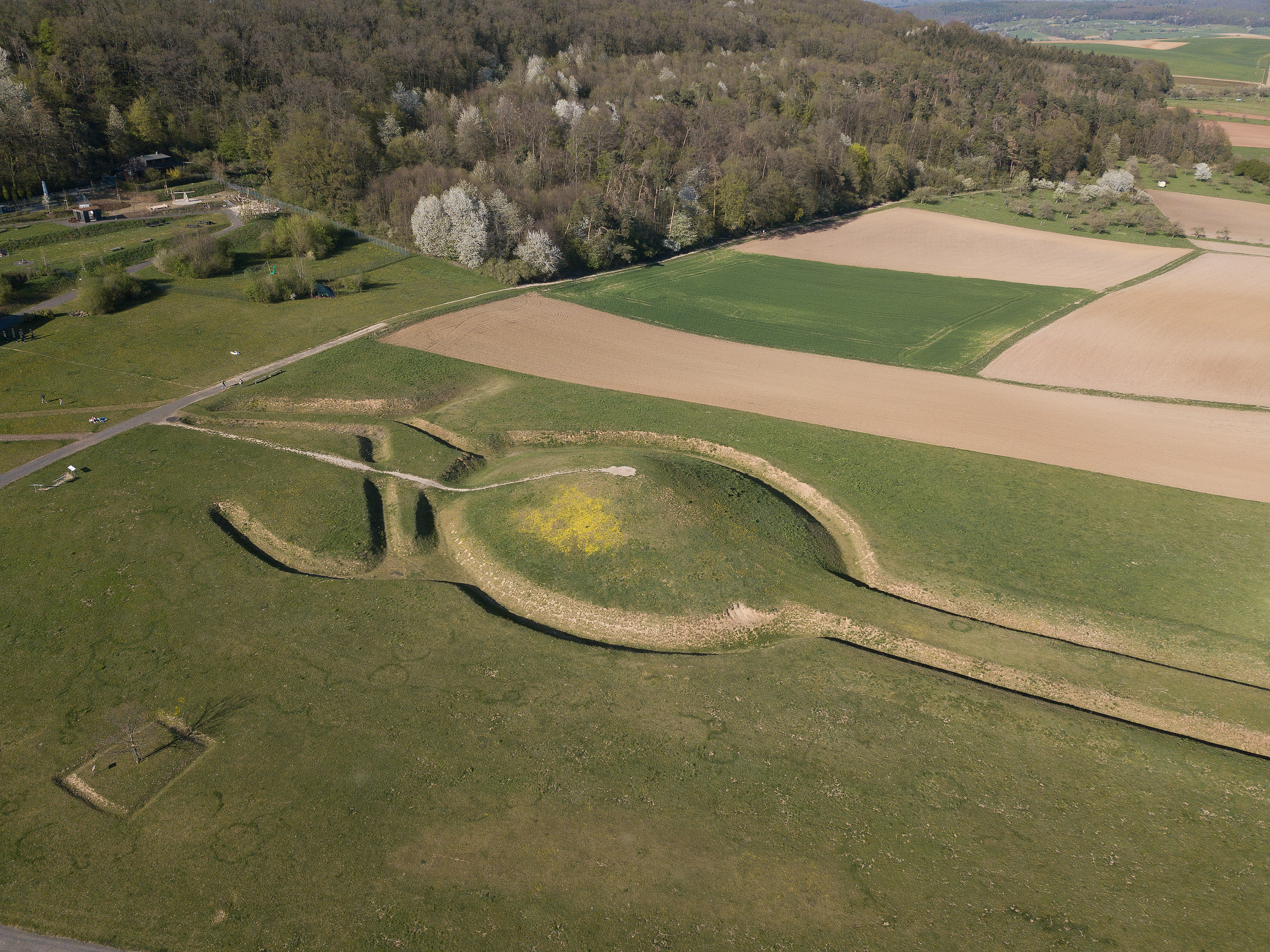
Grabhügel mit Teil der „Prozessionsstraße“

Der Archäologische Park ist ein direkt ans Museum anschließendes, 370.000 m² großes Außengelände. Er nimmt zum einen das 20 Hektar große Gipfelplateau des Glaubergs ein, den Bereich, der die keltische Höhensiedlung und die mittelalterliche Stadtanlage trug. Die sichtbaren und verborgenen archäologischen Relikte werden auf einem archäologisch-kulturhistorischen Rundwanderweg erklärt.
Zum anderen erstreckt sich das Freigelände unterhalb des Museums, dessen große Glasfassade auf den in seiner ursprünglichen Lage rekonstruierten großen keltischen Grabhügel 1 mit der anschließenden von Gräben begleiteten sogenannten „Prozessionsstraße“ gerichtet ist. 1987 waren hier die Spuren einer kreisrunden Grabenanlage, Relikte des Grabhügels, bei einem Überflug entdeckt worden. Ein zweiter, ebenfalls freigelegter Grabhügel mit der Bestattung eines keltischen Kriegers wurde durch geomagnetische Forschungen ermittelt, die im weiten Umfeld des Glaubergs erfolgten.

## Forschungszentrum
Das noch im Aufbau begriffene Forschungszentrum bildet das dritte Standbein der „Keltenwelt am Glauberg“. Seine Anbindung an das Museum macht die Einrichtung mit dem Schwerpunkt in der vorrömischen Eisenzeit einzigartig in der deutschen Museumslandschaft. Eine Aufgabe des Forschungszentrums besteht darin, den Glauberg und sein Umfeld zu erforschen und die gewonnenen Erkenntnisse im Museum zu präsentieren. Zudem umfasst sein Auftrag auch die Planung, Betreuung, Durchführung und Vernetzung regionaler und internationaler Forschungsprojekte zur vorrömischen Eisenzeit in Hessen. Durch diese Untersuchungen sind auch allgemeine Erkenntnisse zur Gesellschaft und Kultur der Kelten möglich.
Die Leitung des Forschungszentrums hatte von 2010 bis 2015 Ines Balzer inne. Nach ihrem Wechsel an das Deutsche Archäologische Institut Rom wurde die Leitung 2016 von Axel G. Posluschny übernommen, der sich bereits zwischen 2004 und 2010 im Rahmen des DFG-geförderten Projektes „Frühe Zentralisierungs- und Urbanisierungsprozesse. Zur Genese und Entwicklung frühkeltischer Fürstensitze und ihres territorialen Umlandes“ unter anderem mit Forschungen zum Umfeld des Glaubergs beschäftigt hatte.
Im Frühjahr 2020 wurden vom zuständigen Hessischen Ministerium für Wissenschaft und Kunst bestätigt, dass  ein Neubau des derzeit provisorisch im Ort Glauberg untergebrachten Forschungszentrums neben dem Museum geplant ist.

## Organisation
Die Keltenwelt am Glauberg ist eines der Archäologischen Landesmuseen in Hessen. In diesem Verbund repräsentiert es die Eisenzeit. Ein weiteres Archäologisches Landesmuseum ist das Saalburgmuseum in Bad Homburg vor der Höhe für die römische Zeit. Die Keltenwelt am Glauberg gehört organisatorisch zur hessenARCHÄOLOGIE, einer Abteilung des Landesamtes für Denkmalpflege Hessen. Direktorin der Keltenwelt am Glauberg war von 2011 bis 2023 die stellvertretende Landesarchäologin Vera Rupp, die bis 2002 Kreisarchäologin des Wetteraukreises war. Seit 2024 ist Marcus Coesfeld Direktor der Keltenwelt am Glauberg. Ihm zur Seite steht der stellvertretende Direktor und Leiter des Museums und Archäologischen Parkes Christoph Röder.
| von  | bis  | Leitung                 |
| ---- | ---- | ----------------------- |
|      | 2011 | Katharina von Kurzynski |
| 2011 | 2023 | Vera Rupp               |
| 2024 |      | Marcus Coesfeld         |

## UNESCO-Weltkulturerbe
Mit Hilfe durch das Hessische Ministerium für Wissenschaft und Kunst und des Ministeriums für Wirtschaft, Arbeit und Wohnungsbau Baden-Württemberg wurden gemeinschaftlich die frühkeltischen Fürstensitze Glauberg (Hessen) und Heuneburg (Baden-Württemberg) für das nationale Vorauswahlverfahren für das Jahr 2024 vorgeschlagen. Ein Beschluss der Kultusministerkonferenz vom Dezember 2023 setzte sie auf die deutsche Tentativliste. Hinzu kommt im Rahmen einer transnationalen Bewerbung der Mont Lassois in Frankreich. Zusammen sollen sie sich als „Keltische Machtzentren der älteren Eisenzeit nordwestlich der Alpen“ der Auswahl stellen. Aufgrund der umfassenden Prüfungen im Rahmen des komplexen Verfahrens, das dem Eintrag in die Liste des Welterbes vorangeht, ist eine Entscheidung des Welterbekomitees erst in den 2030er Jahren zu erwarten. Die hessischen Verantwortlichen rechnen mit dem Beginn der Vorprüfung durch die internationale Jury um 2032 und einer Entscheidung frühestens im Jahr 2036.